# Seattle Seahawks/Namen und Zahlen
Diese Seite stellt die Statistiken, Fakten und Rekorde der Seattle Seahawks dar.
Falls nicht anders angegeben, befinden sich die Daten auf dem Stand der letzten abgeschlossenen Saison. Die Quelle der Daten ist – wenn nicht anders angegeben – die Webseite pro-football-reference.com.

## Statistik
Nach Ende der Saison 2024 ließen sich folgende statistischen Werte ermitteln:
|                            | Wert |
| -------------------------- | ---- |
| Saisons gespielt           | 49   |
| Spiele Gesamt              | 812  |
| Siege Gesamt               | 419  |
| Niederlagen Gesamt         | 392  |
| Unentschieden Gesamt       | 1    |
| Regular-Season-Spiele      | 776  |
| Regular-Season-Siege       | 402  |
| Regular-Season-Niederlagen | 373  |
| Play-off Spiele            | 36   |
| Play-off-Siege             | 17   |
| Play-off-Niederlagen       | 19   |
| Spieler                    | 1164 |
| Head Coaches               | 9    |
| Super-Bowl-Titel           | 1    |

## Rekorde
| Rekord                   | Spieler                      | Wert    |
| ------------------------ | ---------------------------- | ------- |
| Spiele gespielt          | Joe Nash                     | 218     |
| Offense                  |                              |         |
| Geworfene Yards          | Russell Wilson               | 37.059  |
| Erlaufene Yards          | Shaun Alexander              | 9.429   |
| Gefangene Yards          | Steve Largent                | 13.089  |
| Geworfene Touchdowns     | Russell Wilson               | 292     |
| Erlaufene Touchdowns     | Shaun Alexander              | 100     |
| Gefangene Touchdowns     | Steve Largent                | 100     |
| Passversuche             | Russell Wilson               | 4.735   |
| Erfolgreiche Pässe       | Russell Wilson               | 3.079   |
| Läufe                    | Shaun Alexander              | 2.176   |
| Fänge                    | Steve Largent                | 819     |
| Defense                  |                              |         |
| Touchdowns               | Dave Brown                   | 5       |
| Interceptions            | Dave Brown                   | 50      |
| erzwungene Fumbles       | Michael Sinclair             | 25      |
| Sacks                    | Jacob Green                  | 97,5    |
| Tackles                  | Eugene Robinson              | 942     |
| Safeties                 | Rod Stephens                 | 2       |
| Special Teams            |                              |         |
| Punt Returns             | Tyler Lockett                | 145     |
| Punt-Return-Yards        | Nate Burleson                | 1.288   |
| Längster Punt-Return     | Nate Burleson Charlie Rogers | 94 yds  |
| Punt-Return-Touchdowns   | Joey Galloway                | 4       |
| Yards je Punt Return     | Beno Bryant                  | 31      |
| Kick Returns             | Steve Broussard              | 165     |
| Kick-Return-Yards        | Steve Broussard              | 3.900   |
| Kick-Return-Touchdowns   | Leon Washington              | 4       |
| Längster Kick-Return     | Tyler Lockett                | 105 yds |
| Yards je Kick Return     | Louis Clark                  | 31      |
| meiste erzielte Punkte   | Norm Johnson                 | 810     |
| PAT-Versuche             | Norm Johnson                 | 338     |
| erfolgreiche PATs        | Norm Johnson                 | 333     |
| Field-Goal-Versuche      | Norm Johnson                 | 228     |
| erfolgreiche Field Goals | Steven Hauschka              | 175     |
| längstes Field Goal      | Jason Myers                  | 61 yds  |
| Punts                    | Jon Ryan                     | 770     |
| gepuntete Yards          | Jon Ryan                     | 34.480  |
| Yards je Punt            | Dan Doornink                 | 54      |

## Direkter Vergleich
Mit 58 Spielen fanden die meisten Spiele der Seahawks gegen die Denver Broncos statt. Am erfolgreichsten ist die Mannschaft aus Seattle gegen die Houston Texans.
| Gegner                | Erste Begegnung | Regular Season | Regular Season | Regular Season | Regular Season | Regular Season | Regular Season | Regular Season | Play-offs | Play-offs | Play-offs | Play-offs | Play-offs | Play-offs | Gesamt | Gesamt | Gesamt | Gesamt | Gesamt | Gesamt | Gesamt |
| Gegner                | Erste Begegnung | G              | S              | N              | UE             | SQ             | P+             | P-             | G         | S         | N         | SQ        | P+        | P-        | G      | S      | N      | UE     | SQ     | P+     | P-     |
| --------------------- | --------------- | -------------- | -------------- | -------------- | -------------- | -------------- | -------------- | -------------- | --------- | --------- | --------- | --------- | --------- | --------- | ------ | ------ | ------ | ------ | ------ | ------ | ------ |
| Arizona Cardinals     | 1976            | 52             | 29             | 22             | 1              | .567           | 1.286          | 1.006          |           |           |           |           |           |           | 52     | 29     | 22     | 1      | .567   | 1.286  | 1.006  |
| Atlanta Falcons       | 1976            | 20             | 13             | 7              | 0              | .650           | 560            | 477            | 2         | 0         | 2         | .000      | 48        | 66        | 22     | 13     | 9      | 0      | .591   | 608    | 543    |
| Baltimore Ravens      | 1997            | 7              | 3              | 4              | 0              | .429           | 168            | 171            |           |           |           |           |           |           | 7      | 3      | 4      | 0      | .429   | 168    | 171    |
| Buffalo Bills         | 1977            | 15             | 8              | 7              | 0              | .533           | 370            | 386            |           |           |           |           |           |           | 15     | 8      | 7      | 0      | .533   | 370    | 386    |
| Carolina Panthers     | 2000            | 13             | 9              | 4              | 0              | .692           | 292            | 240            | 3         | 2         | 1         | .667      | 89        | 62        | 16     | 11     | 5      | 0      | .689   | 381    | 302    |
| Chicago Bears         | 1976            | 18             | 12             | 6              | 0              | .667           | 380            | 342            | 2         | 0         | 2         | .000      | 48        | 62        | 20     | 12     | 8      | 0      | .600   | 428    | 404    |
| Cincinnati Bengals    | 1977            | 21             | 10             | 11             | 0              | .476           | 408            | 452            | 1         | 0         | 1         | .000      | 13        | 21        | 22     | 10     | 12     | 0      | .456   | 421    | 473    |
| Cleveland Browns      | 1977            | 20             | 14             | 6              | 0              | .700           | 452            | 338            |           |           |           |           |           |           | 20     | 14     | 6      | 0      | .700   | 452    | 338    |
| Dallas Cowboys        | 1976            | 20             | 9              | 11             | 0              | .450           | 401            | 496            | 2         | 1         | 1         | .500      | 43        | 44        | 22     | 10     | 12     | 0      | .456   | 444    | 540    |
| Denver Broncos        | 1977            | 56             | 21             | 35             | 0              | .375           | 1.104          | 1.305          | 2         | 2         | 0         | 1.000     | 74        | 15        | 58     | 23     | 35     | 0      | .397   | 1.178  | 1.320  |
| Detroit Lions         | 1976            | 18             | 12             | 6              | 0              | .667           | 499            | 412            | 1         | 1         | 0         | 1.000     | 26        | 6         | 19     | 13     | 6      | 0      | .684   | 525    | 418    |
| Green Bay Packers     | 1976            | 21             | 8              | 13             | 0              | .381           | 400            | 533            | 4         | 1         | 3         | .250      | 98        | 125       | 25     | 9      | 16     | 0      | .360   | 498    | 658    |
| Houston Texans        | 2005            | 5              | 4              | 1              | 0              | .800           | 146            | 115            |           |           |           |           |           |           | 5      | 4      | 1      | 0      | .800   | 146    | 115    |
| Indianapolis Colts    | 1977            | 13             | 6              | 7              | 0              | .462           | 322            | 275            |           |           |           |           |           |           | 13     | 6      | 7      | 0      | .462   | 322    | 275    |
| Jacksonville Jaguars  | 1995            | 9              | 6              | 3              | 0              | .667           | 267            | 166            |           |           |           |           |           |           | 9      | 6      | 3      | 0      | .667   | 267    | 166    |
| Kansas City Chiefs    | 1977            | 53             | 19             | 34             | 0              | .358           | 1025           | 1264           |           |           |           |           |           |           | 53     | 19     | 34     | 0      | .358   | 1025   | 1264   |
| Las Vegas Raiders     | 1977            | 54             | 25             | 29             | 0              | .463           | 1169           | 1217           | 2         | 1         | 1         | .500      | 27        | 37        | 56     | 26     | 30     | 0      | .464   | 1196   | 1254   |
| Los Angeles Chargers  | 1977            | 52             | 27             | 25             | 0              | .519           | 1103           | 1090           |           |           |           |           |           |           | 52     | 27     | 25     | 0      | .519   | 1103   | 1090   |
| Los Angeles Rams      | 1976            | 53             | 28             | 25             | 0              | .528           | 1.126          | 1.107          | 2         | 0         | 2         | .000      | 40        | 57        | 55     | 28     | 27     | 0      | .509   | 1.166  | 1.167  |
| Miami Dolphins        | 1977            | 14             | 6              | 8              | 0              | .429           | 254            | 273            | 3         | 1         | 2         | .333      | 54        | 71        | 17     | 7      | 10     | 0      | .412   | 308    | 344    |
| Minnesota Vikings     | 1976            | 19             | 12             | 7              | 0              | .632           | 500            | 444            | 1         | 1         | 0         | 1.000     | 10        | 9         | 20     | 13     | 7      | 0      | .650   | 510    | 453    |
| New England Patriots  | 1977            | 19             | 11             | 8              | 0              | .579           | 384            | 395            | 1         | 0         | 1         | .000      | 24        | 28        | 20     | 11     | 9      | 0      | .550   | 408    | 423    |
| New Orleans Saints    | 1976            | 16             | 6              | 10             | 0              | .375           | 379            | 351            | 2         | 2         | 0         | 1.000     | 64        | 51        | 18     | 8      | 10     | 0      | .444   | 443    | 402    |
| New York Giants       | 1976            | 22             | 11             | 11             | 0              | .500           | 427            | 460            |           |           |           |           |           |           | 22     | 11     | 11     | 0      | .500   | 427    | 460    |
| New York Jets         | 1977            | 22             | 14             | 8              | 0              | .636           | 444            | 377            |           |           |           |           |           |           | 22     | 14     | 8      | 0      | .636   | 444    | 377    |
| Philadelphia Eagles   | 1976            | 19             | 12             | 7              | 0              | .632           | 407            | 339            | 1         | 1         | 0         | 1.000     | 17        | 9         | 20     | 13     | 7      | 0      | .650   | 424    | 331    |
| Pittsburgh Steelers   | 1977            | 19             | 10             | 9              | 0              | .526           | 366            | 321            | 1         | 0         | 1         | .000      | 10        | 21        | 20     | 10     | 10     | 0      | .500   | 376    | 348    |
| San Francisco 49ers   | 1976            | 52             | 30             | 22             | 0              | .577           | 1.222          | 1.015          | 2         | 1         | 1         | .500      | 46        | 58        | 54     | 31     | 23     | 0      | .574   | 1.268  | 1.073  |
| Tampa Bay Buccaneers  | 1976            | 15             | 9              | 6              | 0              | .600           | 258            | 277            |           |           |           |           |           |           | 15     | 9      | 6      | 0      | .600   | 258    | 277    |
| Tennessee Titans      | 1977            | 18             | 11             | 7              | 0              | .611           | 375            | 357            | 1         | 0         | 1         | .000      | 20        | 23        | 19     | 11     | 8      | 0      | .579   | 395    | 380    |
| Washington Commanders | 1976            | 20             | 7              | 13             | 0              | .350           | 327            | 386            | 3         | 3         | 0         | 1.000     | 79        | 38        | 23     | 10     | 13     | 0      | .435   | 406    | 424    |

Legende:
| G Spiele gespielt | S Siege            | N Niederlagen         |
| SQ Siegquote      | P+ gemachte Punkte | P- gegnerische Punkte |

## Draftpicks

### Expansion Draft 1976
Im Expansion Draft von 1976 drafteten die Seahawks ihre ersten 39 Spieler.

### Regulärer Draft
Die Seahawks drafteten im NFL Draft bisher 466 Spieler.
|  | = Pro Bowler    |
|  | = MVP           |
|  | = Hall of Famer |

| Jahr | Runde | Rundenpick | Gesamtpick | Name                  | Position                | College                |
| ---- | ----- | ---------- | ---------- | --------------------- | ----------------------- | ---------------------- |
| 1976 | 1     | 2          | 2          | Steve Niehaus         | Defensive Tackle        | Notre Dame             |
| 1976 | 2     | 1          | 29         | Sammy Green           | Linebacker              | Florida                |
| 1976 | 2     | 30         | 58         | Sherman Smith         | Runningback             | Miami (OH)             |
| 1976 | 2     | 31         | 59         | Steve Raible          | Wide Receiver           | Georgia Tech           |
| 1976 | 3     | 2          | 62         | Jeff Lloyd            | Defensive Tackle        | West Texas State       |
| 1976 | 3     | 29         | 89         | Rick Engles           | Punter                  | Tulsa                  |
| 1976 | 3     | 32         | 92         | Don Bitterlich        | Kicker                  | Temple                 |
| 1976 | 4     | 1          | 93         | Steve Myer            | Quarterback             | New Mexico             |
| 1976 | 4     | 30         | 122        | Randy Johnson         | Guard                   | Georgia                |
| 1976 | 4     | 31         | 123        | Andrew Bolton         | Runningback             | Fisk                   |
| 1976 | 5     | 2          | 126        | Don Dufek             | Safety                  | Michigan               |
| 1976 | 5     | 29         | 153        | Ernie Jones           | Defensive Back          | Miami (FL)             |
| 1976 | 5     | 32         | 156        | Larry Bates           | Runningback             | Miami (FL)             |
| 1976 | 6     | 1          | 157        | Alvis Darby           | Tight End               | Florida                |
| 1976 | 7     | 2          | 184        | Dick Dixon            | Defensive Tackle        | Arkansas State         |
| 1976 | 8     | 1          | 210        | Larry Shipp           | Wide Receiver           | LSU                    |
| 1976 | 9     | 2          | 239        | Bob Bos               | Offensive Tackle        | Iowa State             |
| 1976 | 10    | 1          | 266        | Randy Coffield        | Linebacker              | Florida State          |
| 1976 | 11    | 2          | 293        | Keith Muehr           | Punter                  | Southwestern Louisiana |
| 1976 | 12    | 1          | 320        | Ron Barnett           | Wide Receiver           | Texas-Arlington        |
| 1976 | 13    | 2          | 349        | Andy Reid             | Runningback             | Georgia                |
| 1976 | 14    | 1          | 376        | Jarvis Blinks         | Defensive Back          | Northwestern State     |
| 1976 | 15    | 2          | 405        | Dan Smith             | Offensive Tackle        | Washington State       |
| 1976 | 16    | 1          | 432        | Jeff Urczyk           | Guard                   | Georgia Tech           |
| 1976 | 17    | 2          | 461        | Chris Rowland         | Quarterback             | Washington             |
| 1977 | 1     | 14         | 14         | Steve August          | Guard                   | Tulsa                  |
| 1977 | 2     | 2          | 30         | Tom Lynch             | Guard                   | Boston College         |
| 1977 | 2     | 13         | 41         | Terry Beeson          | Linebacker              | Kansas                 |
| 1977 | 2     | 23         | 51         | Peter Cronan          | Linebacker              | Boston College         |
| 1977 | 3     | 2          | 58         | Dennis Boyd           | Defensive Tackle        | Oregon State           |
| 1977 | 4     | 3          | 87         | John Yarno            | Center                  | Idaho                  |
| 1977 | 4     | 27         | 111        | Larry Seivers         | Wide Receiver           | Tennessee              |
| 1977 | 6     | 3          | 142        | Tony Benjamin         | Fullback                | Duke                   |
| 1977 | 7     | 2          | 169        | David Sims            | Runningback             | Georgia Tech           |
| 1977 | 9     | 2          | 225        | George Adzick         | Defensive Back          | Minnesota              |
| 1977 | 10    | 3          | 254        | Sam Adkins            | Quarterback             | Wichita State          |
| 1977 | 11    | 2          | 281        | Bill Westbeld         | Offensive Tackle        | Dayton                 |
| 1977 | 12    | 22         | 329        | I.V. Wilson           | Defensive Tackle        | Tulsa                  |
| 1978 | 1     | 9          | 9          | Keith Simpson         | Safety                  | Memphis State          |
| 1978 | 2     | 8          | 36         | Keith Butler          | Linebacker              | Memphis State          |
| 1978 | 3     | 7          | 63         | Bob Jury              | Defensive Back          | Pittsburgh             |
| 1978 | 5     | 9          | 119        | Louis Bullard         | Offensive Tackle        | Jackson State          |
| 1978 | 6     | 8          | 146        | Glenn Starks          | Wide Receiver           | Texas A&I              |
| 1978 | 7     | 7          | 173        | John Harris           | Safety                  | Arizona State          |
| 1978 | 9     | 9          | 231        | Rich Grimmett         | Offensive Tackle        | Illinois               |
| 1978 | 10    | 8          | 258        | Rob Stewart           | Wide Receiver           | Lafayette              |
| 1978 | 11    | 23         | 301        | George Halas          | Linebacker              | Miami (FL)             |
| 1978 | 12    | 10         | 316        | Jeff Bergeron         | Runningback             | Lamar                  |
| 1979 | 1     | 18         | 18         | Manu Tuiasosopo       | Defensive Tackle        | UCLA                   |
| 1979 | 2     | 17         | 45         | Joe Norman            | Linebacker              | Indiana                |
| 1979 | 3     | 1          | 57         | Michael Jackson       | Linebacker              | Washington             |
| 1979 | 4     | 20         | 102        | Mark Bell             | Tight End               | Colorado State         |
| 1979 | 7     | 4          | 169        | Larry Polowski        | Linebacker              | Boise State            |
| 1979 | 9     | 20         | 240        | Ezra Tate             | Runningback             | Mississippi State      |
| 1979 | 10    | 19         | 267        | Robert Hardy          | Defensive Tackle        | Jackson State          |
| 1979 | 11    | 18         | 293        | Jim Hinesly           | Guard                   | Michigan State         |
| 1979 | 12    | 16         | 319        | Jeff Moore            | Runningback             | Jackson State          |
| 1980 | 1     | 10         | 10         | Jacob Green           | Defensive Tackle        | Texas A&M              |
| 1980 | 2     | 16         | 44         | Andre Hines           | Offensive Tackle        | Stanford               |
| 1980 | 4     | 14         | 97         | Terry Dion            | Defensive End           | Oregon                 |
| 1980 | 5     | 17         | 127        | Joe Steele            | Runningback             | Washington             |
| 1980 | 5     | 22         | 132        | Daniel Jacobs         | Defensive End           | Winston-Salem State    |
| 1980 | 6     | 15         | 153        | Mark McNeal           | Defensive End           | Idaho                  |
| 1980 | 8     | 11         | 204        | Vic Minor             | Defensive Back          | Northeast Louisiana    |
| 1980 | 8     | 14         | 207        | Jack Cosgrove         | Center                  | Pacific                |
| 1980 | 9     | 17         | 238        | Jim Swift             | Offensive Tackle        | Iowa                   |
| 1980 | 10    | 16         | 265        | Ron Essink            | Offensive Tackle        | Grand Valley State     |
| 1980 | 10    | 25         | 274        | Billy Rivers          | Wide Receiver           | Morris Brown           |
| 1980 | 11    | 15         | 292        | Tali Ena              | Runningback             | Washington State       |
| 1980 | 12    | 14         | 319        | Presnell Gilbert      | Defensive Back          | U.S. International     |
| 1981 | 1     | 4          | 4          | Kenny Easley          | Safety                  | UCLA                   |
| 1981 | 2     | 3          | 31         | David Hughes          | Runningback             | Boise State            |
| 1981 | 3     | 2          | 58         | Bill Dugan            | Guard                   | Penn State             |
| 1981 | 4     | 4          | 87         | Scott Phillips        | Wide Receiver           | Brigham Young          |
| 1981 | 5     | 3          | 114        | Edwin Bailey          | Guard                   | South Carolina State   |
| 1981 | 6     | 2          | 140        | Steve Durham          | Defensive Tackle        | Clemson                |
| 1981 | 7     | 4          | 170        | Ron Johnson           | Wide Receiver           | Long Beach State       |
| 1981 | 7     | 20         | 186        | Brad Scovill          | Tight End               | Penn State             |
| 1981 | 8     | 3          | 196        | Eric Lane             | Runningback             | Brigham Young          |
| 1981 | 9     | 2          | 223        | Jim Stone             | Runningback             | Notre Dame             |
| 1981 | 9     | 15         | 236        | Jim Whatley           | Wide Receiver           | Washington State       |
| 1981 | 10    | 4          | 252        | Ken Dawson            | Runningback             | Savannah State         |
| 1981 | 11    | 3          | 279        | Lance Olander         | Runningback             | Colorado               |
| 1981 | 12    | 2          | 306        | Jeff Bednarek         | Defensive Tackle        | Pacific                |
| 1982 | 1     | 6          | 6          | Jeff Bryant           | Defensive Tackle        | Clemson                |
| 1982 | 2     | 6          | 33         | Bruce Scholtz         | Linebacker              | Texas                  |
| 1982 | 3     | 20         | 75         | Pete Metzelaars       | Tight End               | Wabash College         |
| 1982 | 6     | 5          | 144        | Jack Campbell         | Offensive Tackle        | Utah                   |
| 1982 | 7     | 7          | 174        | Eugene Williams       | Linebacker              | Tulsa                  |
| 1982 | 8     | 6          | 201        | Chester Cooper        | Wide Receiver           | Minnesota              |
| 1982 | 9     | 5          | 228        | David Jefferson       | Linebacker              | Miami (FL)             |
| 1982 | 10    | 7          | 258        | Craig Austin          | Linebacker              | South Dakota           |
| 1982 | 11    | 5          | 284        | Sam Clancy            | Defensive End           | Pittsburgh             |
| 1982 | 12    | 5          | 311        | Frank Naylor          | Center                  | Rutgers                |
| 1983 | 1     | 3          | 3          | Curt Warner           | Runningback             | Penn State             |
| 1983 | 5     | 11         | 123        | Chris Castor          | Wide Receiver           | Duke                   |
| 1983 | 6     | 10         | 150        | Reginald Gipson       | Runningback             | Alabama A&M            |
| 1983 | 7     | 9          | 177        | Sam Merriman          | Linebacker              | Idaho                  |
| 1983 | 8     | 14         | 210        | Matt Hernandez        | Offensive Tackle        | Purdue                 |
| 1983 | 9     | 12         | 236        | Bob Clasby            | Defensive Tackle        | Notre Dame             |
| 1983 | 10    | 12         | 263        | Pete Speros           | Guard                   | Penn State             |
| 1983 | 11    | 11         | 290        | Bob Mayberry          | Guard                   | Clemson                |
| 1983 | 12    | 10         | 317        | Don Dow               | Offensive Tackle        | Washington             |
| 1984 | 1     | 22         | 22         | Terry Taylor          | Cornerback              | Southern Illinois      |
| 1984 | 2     | 21         | 49         | Daryl Turner          | Wide Receiver           | Michigan State         |
| 1984 | 3     | 20         | 76         | Fredd Young           | Linebacker              | New Mexico State       |
| 1984 | 4     | 2          | 86         | Rickey Hagood         | Defensive Tackle        | South Carolina         |
| 1984 | 6     | 22         | 162        | John Kaiser           | Linebacker              | Arizona                |
| 1984 | 7     | 21         | 189        | Sam Slater            | Offensive Tackle        | Weber State            |
| 1984 | 8     | 20         | 216        | John Puzar            | Center                  | Long Beach State       |
| 1984 | 9     | 19         | 243        | Adam Schreiber        | Center                  | Texas                  |
| 1984 | 10    | 18         | 270        | Randall Morris        | Runningback             | Tennessee              |
| 1984 | 11    | 22         | 302        | Steve Gemza           | Offensive Tackle        | UCLA                   |
| 1984 | 12    | 21         | 329        | Theodis Windham       | Defensive Back          | Utah State             |
| 1985 | 2     | 25         | 53         | Owen Gill             | Runningback             | Iowa                   |
| 1985 | 3     | 25         | 81         | Danny Greene          | Wide Receiver           | Washington             |
| 1985 | 4     | 25         | 109        | Tony Davis            | Tight End               | Missouri               |
| 1985 | 5     | 11         | 123        | Mark Napolitain       | Center                  | Michigan State         |
| 1985 | 5     | 15         | 128        | Arnold Brown          | Defensive Back          | North Carolina Central |
| 1985 | 5     | 25         | 137        | Johnnie Jones         | Runningback             | Tennessee              |
| 1985 | 7     | 25         | 193        | Ron Mattes            | Offensive Tackle        | Virginia               |
| 1985 | 8     | 25         | 221        | Judious Lewis         | Wide Receiver           | Arkansas State         |
| 1985 | 9     | 24         | 248        | Bob Otto              | Defensive Tackle        | Idaho State            |
| 1985 | 10    | 25         | 277        | John Conner           | Quarterback             | Arizona                |
| 1985 | 10    | 28         | 280        | James Bowers          | Defensive Back          | Memphis State          |
| 1985 | 11    | 25         | 305        | Louis Cooper          | Linebacker              | Western Carolina       |
| 1986 | 1     | 15         | 15         | John L. Williams      | Fullback                | Florida                |
| 1986 | 3     | 13         | 68         | Patrick Hunter        | Cornerback              | Nevada                 |
| 1986 | 5     | 16         | 126        | Bobby Joe Edmonds     | Runningback             | Arkansas               |
| 1986 | 6     | 15         | 153        | Eddie Anderson        | Safety                  | Fort Valley State      |
| 1986 | 7     | 15         | 181        | Paul Miles            | Runningback             | Nebraska               |
| 1986 | 8     | 17         | 211        | Alonzo Mitz           | Defensive Tackle        | Florida                |
| 1986 | 9     | 16         | 237        | Mike Black            | Offensive Tackle        | Sacramento State       |
| 1986 | 10    | 15         | 264        | Don Fairbanks         | Defensive End           | Colorado               |
| 1986 | 11    | 14         | 291        | David Norrie          | Quarterback             | UCLA                   |
| 1986 | 12    | 16         | 321        | John McVeigh          | Linebacker              | Miami (FL)             |
| 1987 | 1     | 18         | 18         | Tony Woods            | Linebacker              | Pittsburgh             |
| 1987 | 2     | 17         | 45         | Dave Wyman            | Linebacker              | Stanford               |
| 1987 | 4     | 20         | 104        | Mark Moore            | Defensive Back          | Oklahoma State         |
| 1987 | 5     | 7          | 119        | Tommie Agee           | Runningback             | Auburn                 |
| 1987 | 5     | 19         | 131        | Ruben Rodriguez       | Punter                  | Arizona                |
| 1987 | 7     | 16         | 184        | Roland Barbay         | Defensive Tackle        | LSU                    |
| 1987 | 7     | 17         | 185        | Derek Tennell         | Tight End               | UCLA                   |
| 1987 | 8     | 21         | 216        | Sammy Garza           | Quarterback             | UTEP                   |
| 1987 | 9     | 20         | 243        | M.L. Anderson         | Linebacker              | Hawaii                 |
| 1987 | 10    | 19         | 270        | Louis Clark           | Wide Receiver           | Mississippi State      |
| 1987 | 11    | 18         | 297        | Darryl Oliver         | Runningback             | Miami (FL)             |
| 1987 | 12    | 5          | 312        | Wes Dove              | Defensive Tackle        | Syracuse               |
| 1987 | 12    | 17         | 324        | Tony Burse            | Runningback             | Middle Tennessee State |
| 1988 | 2     | 22         | 49         | Brian Blades          | Wide Receiver           | Miami (FL)             |
| 1988 | 3     | 20         | 75         | Tommy Kane            | Wide Receiver           | Syracuse               |
| 1988 | 4     | 19         | 101        | Kevin Harmon          | Runningback             | Iowa                   |
| 1988 | 6     | 21         | 158        | Roy Hart              | Defensive Tackle        | South Carolina         |
| 1988 | 7     | 20         | 185        | Ray Jackson           | Defensive Back          | Ohio State             |
| 1988 | 8     | 22         | 215        | Robert Tyler          | Tight End               | South Carolina State   |
| 1988 | 9     | 21         | 242        | Deatrich Wise         | Defensive Tackle        | Jackson State          |
| 1988 | 10    | 20         | 269        | Derwin Jones          | Defensive Tackle        | Miami (FL)             |
| 1988 | 11    | 7          | 284        | Rick McLeod           | Offensive Tackle        | Washington             |
| 1988 | 11    | 22         | 299        | Dwayne Harper         | Cornerback              | South Carolina State   |
| 1988 | 12    | 21         | 326        | Dave DesRoches        | Offensive Tackle        | San Diego State        |
| 1989 | 1     | 15         | 15         | Andy Heck             | Offensive Tackle        | Notre Dame             |
| 1989 | 2     | 16         | 44         | Joe Tofflemire        | Center                  | Arizona                |
| 1989 | 3     | 15         | 71         | Elroy Harris          | Runningback             | Eastern Kentucky       |
| 1989 | 4     | 17         | 101        | Travis McNeal         | Tight End               | Tennessee-Chattanooga  |
| 1989 | 4     | 19         | 103        | James Henry           | Defensive Back          | Southern Mississippi   |
| 1989 | 7     | 17         | 184        | Mike Nettles          | Defensive Back          | Memphis State          |
| 1989 | 8     | 16         | 211        | Marlin Williams       | Defensive Tackle        | Western Illinois       |
| 1989 | 9     | 15         | 238        | David Franks          | Guard                   | Connecticut            |
| 1989 | 10    | 17         | 268        | Derrick Fenner        | Runningback             | North Carolina         |
| 1989 | 11    | 16         | 295        | Mike Baum             | Defensive End           | Northwestern           |
| 1989 | 12    | 15         | 322        | R.J. Kors             | Defensive Back          | Long Beach State       |
| 1990 | 1     | 3          | 3          | Cortez Kennedy        | Defensive Tackle        | Miami (FL)             |
| 1990 | 2     | 4          | 29         | Terry Wooden          | Linebacker              | Syracuse               |
| 1990 | 2     | 9          | 34         | Robert Blackmon       | Safety                  | Baylor                 |
| 1990 | 4     | 8          | 89         | Chris Warren          | Runningback             | Ferrum College         |
| 1990 | 5     | 10         | 119        | Eric Hayes            | Defensive Tackle        | Florida State          |
| 1990 | 6     | 9          | 146        | Ned Bolcar            | Linebacker              | Notre Dame             |
| 1990 | 7     | 10         | 175        | Bob Kula              | Offensive Tackle        | Michigan State         |
| 1990 | 8     | 9          | 202        | Bill Hitchcock        | Guard                   | Purdue                 |
| 1990 | 10    | 9          | 257        | Robert Morris         | Defensive Tackle        | Valdosta State         |
| 1990 | 11    | 10         | 286        | Daryl Reed            | Defensive Back          | Oregon                 |
| 1990 | 12    | 8          | 312        | John Gromos           | Quarterback             | Vanderbilt             |
| 1991 | 1     | 16         | 16         | Dan McGwire           | Quarterback             | San Diego State        |
| 1991 | 2     | 24         | 51         | Doug Thomas           | Wide Receiver           | Clemson                |
| 1991 | 3     | 19         | 74         | David Daniels         | Wide Receiver           | Penn State             |
| 1991 | 4     | 15         | 98         | John Kasay            | Kicker                  | Georgia                |
| 1991 | 5     | 17         | 128        | Harlan Davis          | Defensive Back          | Tennessee              |
| 1991 | 6     | 16         | 155        | Michael Sinclair      | Defensive Tackle        | Eastern New Mexico     |
| 1991 | 10    | 16         | 266        | Erik Ringoen          | Linebacker              | Hofstra                |
| 1991 | 11    | 19         | 297        | Tony Stewart          | Runningback             | Iowa                   |
| 1991 | 12    | 18         | 324        | Ike Harris            | Guard                   | South Carolina         |
| 1992 | 1     | 10         | 10         | Ray Roberts           | Offensive Tackle        | Virginia               |
| 1992 | 3     | 10         | 66         | Bob Spitulski         | Linebacker              | Central Florida        |
| 1992 | 5     | 10         | 122        | Gary Dandridge        | Defensive Back          | Appalachian State      |
| 1992 | 6     | 10         | 150        | Michael Bates         | Wide Receiver           | Arizona                |
| 1992 | 7     | 10         | 178        | Mike Frier            | Defensive Tackle        | Appalachian State      |
| 1992 | 8     | 11         | 207        | Muhammad Shamsid-Deen | Runningback             | Tennessee-Chattanooga  |
| 1992 | 9     | 10         | 234        | Larry Stayner         | Tight End               | Boise State            |
| 1992 | 10    | 11         | 263        | Anthony Hamlet        | Defensive Tackle        | Miami (FL)             |
| 1992 | 11    | 10         | 290        | Kris Rongen           | Guard                   | Washington             |
| 1992 | 12    | 11         | 319        | Chico Fraley          | Linebacker              | Washington             |
| 1992 | 12    | 12         | 320        | John MacNeill         | Defensive End           | Michigan State         |
| 1993 | 1     | 2          | 2          | Rick Mirer            | Quarterback             | Notre Dame             |
| 1993 | 2     | 1          | 30         | Carlton Gray          | Defensive Back          | UCLA                   |
| 1993 | 4     | 1          | 85         | Dean Wells            | Linebacker              | Kentucky               |
| 1993 | 5     | 2          | 114        | Terrence Warren       | Wide Receiver           | Hampton                |
| 1993 | 7     | 2          | 170        | Michael McCrary       | Defensive Tackle        | Wake Forest            |
| 1993 | 8     | 1          | 197        | Jeff Blackshear       | Guard                   | Northeast Louisiana    |
| 1993 | 8     | 8          | 204        | Antonio Edwards       | Defensive End           | Valdosta State         |
| 1994 | 1     | 8          | 8          | Sam Adams             | Defensive Tackle        | Texas A&M              |
| 1994 | 2     | 7          | 36         | Kevin Mawae           | Center                  | LSU                    |
| 1994 | 3     | 8          | 73         | Lamar Smith           | Runningback             | Houston                |
| 1994 | 4     | 7          | 110        | Larry Whigham         | Cornerback              | Northeast Louisiana    |
| 1994 | 7     | 8          | 202        | Carlester Crumpler    | Tight End               | East Carolina          |
| 1995 | 1     | 8          | 8          | Joey Galloway         | Wide Receiver           | Ohio State             |
| 1995 | 2     | 7          | 39         | Christian Fauria      | Tight End               | Colorado               |
| 1995 | 4     | 28         | 126        | Jason Kyle            | Linebacker              | Arizona State          |
| 1995 | 6     | 9          | 180        | Henry McMillian       | Defensive Tackle        | Florida                |
| 1995 | 6     | 32         | 203        | Eddie Goines          | Wide Receiver           | North Carolina State   |
| 1995 | 7     | 8          | 216        | Keif Bryant           | Defensive Tackle        | Rutgers                |
| 1996 | 1     | 21         | 21         | Pete Kendall          | Guard                   | Boston College         |
| 1996 | 2     | 17         | 47         | Fred Thomas           | Cornerback              | Tennessee-Martin       |
| 1996 | 3     | 16         | 77         | Robert Barr           | Offensive Tackle        | Rutgers                |
| 1996 | 3     | 30         | 91         | Reggie Brown          | Fullback                | Fresno State           |
| 1996 | 4     | 4          | 99         | Phillip Daniels       | Defensive Tackle        | Georgia                |
| 1996 | 4     | 36         | 131        | Eric Unverzagt        | Linebacker              | Wisconsin              |
| 1996 | 6     | 17         | 184        | Reggie Green          | Guard                   | Florida                |
| 1996 | 6     | 42         | 209        | T. J. Cunningham      | Safety                  | Colorado               |
| 1996 | 7     | 16         | 225        | Johnie Church         | Defensive End           | Florida                |
| 1997 | 1     | 3          | 3          | Shawn Springs         | Cornerback              | Ohio State             |
| 1997 | 1     | 6          | 6          | Walter Jones          | Offensive Tackle        | Florida State          |
| 1997 | 5     | 12         | 142        | Eric Stokes           | Defensive Back          | Nebraska               |
| 1997 | 6     | 11         | 174        | Itula Mili            | Tight End               | Brigham Young          |
| 1997 | 7     | 10         | 210        | Carlos Jones          | Defensive Back          | Miami (FL)             |
| 1998 | 1     | 15         | 15         | Anthony Simmons       | Linebacker              | Clemson                |
| 1998 | 2     | 17         | 47         | Todd Weiner           | Offensive Tackle        | Kansas State           |
| 1998 | 3     | 15         | 76         | Ahman Green           | Runningback             | Nebraska               |
| 1998 | 4     | 16         | 108        | Deshone Myles         | Linebacker              | Nevada                 |
| 1998 | 6     | 9          | 162        | Carl Hansen           | Defensive Tackle        | Stanford               |
| 1998 | 6     | 16         | 169        | Bobby Shaw            | Wide Receiver           | California             |
| 1998 | 7     | 8          | 197        | Jason McEndoo         | Offensive Tackle        | Washington State       |
| 1999 | 1     | 22         | 22         | Lamar King            | Defensive Tackle        | Saginaw Valley State   |
| 1999 | 3     | 16         | 77         | Brock Huard           | Quarterback             | Washington             |
| 1999 | 3     | 21         | 82         | Karsten Bailey        | Wide Receiver           | Auburn                 |
| 1999 | 4     | 20         | 115        | Antonio Cochran       | Defensive End           | Georgia                |
| 1999 | 5     | 7          | 140        | Floyd Wedderburn      | Offensive Tackle        | Penn State             |
| 1999 | 5     | 19         | 152        | Charlie Rogers        | Runningback             | Georgia Tech           |
| 1999 | 6     | 1          | 170        | Steve Johnson         | Cornerback              | Tennessee              |
| 2000 | 1     | 19         | 19         | Shaun Alexander       | Runningback             | Alabama                |
| 2000 | 1     | 22         | 22         | Chris McIntosh        | Offensive Tackle        | Wisconsin              |
| 2000 | 2     | 21         | 52         | Ike Charlton          | Linebacker              | Virginia Tech          |
| 2000 | 3     | 18         | 80         | Darrell Jackson       | Wide Receiver           | Florida                |
| 2000 | 4     | 22         | 116        | Marcus Bell           | Defensive Tackle        | Arizona                |
| 2000 | 4     | 25         | 119        | Isaiah Kacyvenski     | Linebacker              | Harvard                |
| 2000 | 6     | 9          | 175        | James Williams        | Wide Receiver           | Marshall               |
| 2000 | 6     | 19         | 185        | Tim Watson            | Defensive Tackle        | Rowan                  |
| 2000 | 6     | 24         | 190        | John Hilliard         | Defensive Tackle        | Mississippi State      |
| 2001 | 1     | 9          | 9          | Koren Robinson        | Wide Receiver           | North Carolina State   |
| 2001 | 1     | 17         | 17         | Steve Hutchinson      | Guard                   | Michigan               |
| 2001 | 2     | 9          | 40         | Ken Lucas             | Cornerback              | Ole Miss               |
| 2001 | 3     | 20         | 82         | Heath Evans           | Fullback                | Auburn                 |
| 2001 | 4     | 9          | 104        | Orlando Huff          | Linebacker              | Fresno State           |
| 2001 | 4     | 32         | 127        | Curtis Fuller         | Safety                  | TCU                    |
| 2001 | 4     | 33         | 128        | Floyd Womack          | Offensive Tackle        | Mississippi State      |
| 2001 | 5     | 9          | 140        | Alex Bannister        | Wide Receiver           | Eastern Kentucky       |
| 2001 | 6     | 9          | 172        | Josh Booty            | Quarterback             | LSU                    |
| 2001 | 7     | 10         | 210        | Harold Blackmon       | Safety                  | Northwestern           |
| 2001 | 7     | 22         | 222        | Dennis Norman         | Center                  | Princeton              |
| 2001 | 7     | 37         | 237        | Kris Kocurek          | Defensive Tackle        | Texas Tech             |
| 2002 | 1     | 28         | 28         | Jerramy Stevens       | Tight End               | Washington             |
| 2002 | 2     | 22         | 54         | Maurice Morris        | Runningback             | Oregon                 |
| 2002 | 2     | 28         | 60         | Anton Palepoi         | Defensive Tackle        | UNLV                   |
| 2002 | 3     | 20         | 85         | Kris Richard          | Cornerback              | USC                    |
| 2002 | 4     | 22         | 120        | Terreal Bierria       | Safety                  | Georgia                |
| 2002 | 5     | 11         | 146        | Rocky Bernard         | Defensive Tackle        | Texas A&M              |
| 2002 | 5     | 34         | 169        | Ryan Hannam           | Tight End               | Northern Iowa          |
| 2002 | 5     | 36         | 171        | Matt Hill             | Offensive Tackle        | Boise State            |
| 2002 | 6     | 22         | 194        | Craig Jarrett         | Punter                  | Michigan State         |
| 2002 | 7     | 21         | 232        | Jeff Kelly            | Quarterback             | Southern Miss          |
| 2003 | 1     | 11         | 11         | Marcus Trufant        | Cornerback              | Washington State       |
| 2003 | 2     | 10         | 42         | Ken Hamlin            | Safety                  | Arkansas               |
| 2003 | 3     | 9          | 73         | Wayne Hunter          | Offensive Tackle        | Hawaii                 |
| 2003 | 4     | 13         | 110        | Seneca Wallace        | Quarterback             | Iowa State             |
| 2003 | 4     | 38         | 135        | Solomon Bates         | Linebacker              | Arizona State          |
| 2003 | 5     | 30         | 165        | Chris Davis           | Fullback                | Syracuse               |
| 2003 | 6     | 10         | 183        | Rashad Moore          | Defensive Tackle        | Tennessee              |
| 2003 | 7     | 8          | 222        | Josh Brown            | Kicker                  | Nebraska               |
| 2003 | 7     | 10         | 224        | Taco Wallace          | Wide Receiver           | Kansas State           |
| 2004 | 1     | 23         | 23         | Marcus Tubbs          | Defensive Tackle        | Texas                  |
| 2004 | 2     | 21         | 53         | Michael Boulware      | Safety                  | Florida State          |
| 2004 | 3     | 21         | 84         | Sean Locklear         | Offensive Tackle        | North Carolina State   |
| 2004 | 4     | 20         | 116        | Niko Koutouvides      | Linebacker              | Purdue                 |
| 2004 | 5     | 25         | 157        | D. J. Hackett         | Wide Receiver           | Colorado               |
| 2004 | 6     | 24         | 189        | Craig Terrill         | Defensive Tackle        | Purdue                 |
| 2004 | 7     | 23         | 224        | Donnie Jones          | Punter                  | LSU                    |
| 2005 | 1     | 26         | 26         | Chris Spencer         | Center                  | Ole Miss               |
| 2005 | 2     | 13         | 45         | Lofa Tatupu           | Linebacker              | USC                    |
| 2005 | 3     | 21         | 85         | David Greene          | Quarterback             | Georgia                |
| 2005 | 3     | 34         | 98         | Leroy Hill            | Linebacker              | Clemson                |
| 2005 | 4     | 4          | 105        | Ray Willis            | Offensive Tackle        | Florida State          |
| 2005 | 5     | 23         | 159        | Jeb Huckeba           | Defensive Tackle        | Arkansas               |
| 2005 | 6     | 22         | 196        | Tony Jackson          | Tight End               | Iowa                   |
| 2005 | 7     | 21         | 235        | Cornelius Wortham     | Linebacker              | Alabama                |
| 2005 | 7     | 40         | 256        | Doug Nienhuis         | Offensive Tackle        | Oregon State           |
| 2006 | 1     | 31         | 31         | Kelly Jennings        | Cornerback              | Miami (FL)             |
| 2006 | 2     | 31         | 63         | Darryl Tapp           | Defensive Tackle        | Virginia Tech          |
| 2006 | 4     | 31         | 128        | Rob Sims              | Guard                   | Ohio State             |
| 2006 | 5     | 31         | 163        | David Kirtman         | Fullback                | USC                    |
| 2006 | 7     | 31         | 239        | Ryan Plackemeier      | Punter                  | Wake Forest            |
| 2006 | 7     | 41         | 249        | Ben Obomanu           | Wide Receiver           | Auburn                 |
| 2007 | 2     | 23         | 55         | Josh Wilson           | Cornerback              | Maryland               |
| 2007 | 3     | 22         | 85         | Brandon Mebane        | Defensive Tackle        | California             |
| 2007 | 4     | 21         | 120        | Baraka Atkins         | Defensive Tackle        | Miami (FL)             |
| 2007 | 4     | 25         | 124        | Mansfield Wrotto      | Guard                   | Georgia Tech           |
| 2007 | 5     | 24         | 161        | Will Herring          | Linebacker              | Auburn                 |
| 2007 | 6     | 23         | 197        | Courtney Taylor       | Wide Receiver           | Auburn                 |
| 2007 | 6     | 36         | 210        | Jordan Kent           | Wide Receiver           | Oregon                 |
| 2007 | 7     | 22         | 232        | Steve Vallos          | Guard                   | Wake Forest            |
| 2008 | 1     | 28         | 28         | Lawrence Jackson      | Defensive Tackle        | USC                    |
| 2008 | 2     | 7          | 38         | John Carlson          | Tight End               | Notre Dame             |
| 2008 | 4     | 22         | 121        | Red Bryant            | Defensive Tackle        | Texas A&M              |
| 2008 | 5     | 28         | 163        | Owen Schmitt          | Fullback                | West Virginia          |
| 2008 | 6     | 23         | 189        | Tyler Schmitt         | Long Snapper            | San Diego State        |
| 2008 | 7     | 26         | 233        | Justin Forsett        | Runningback             | California             |
| 2008 | 7     | 28         | 235        | Brandon Coutu         | Kicker                  | Georgia                |
| 2009 | 1     | 4          | 4          | Aaron Curry           | Linebacker              | Wake Forest            |
| 2009 | 2     | 17         | 49         | Max Unger             | Center                  | Oregon                 |
| 2009 | 3     | 27         | 91         | Deon Butler           | Wide Receiver           | Penn State             |
| 2009 | 6     | 5          | 178        | Mike Teel             | Quarterback             | Rutgers                |
| 2009 | 7     | 36         | 245        | Courtney Greene       | Safety                  | Rutgers                |
| 2009 | 7     | 38         | 247        | Nick Reed             | Defensive Tackle        | Oregon                 |
| 2009 | 7     | 39         | 248        | Cameron Morrah        | Tight End               | California             |
| 2010 | 1     | 6          | 6          | Russell Okung         | Offensive Tackle        | Oklahoma State         |
| 2010 | 1     | 14         | 14         | Earl Thomas           | Safety                  | Texas                  |
| 2010 | 2     | 28         | 60         | Golden Tate           | Wide Receiver           | Notre Dame             |
| 2010 | 4     | 13         | 111        | Walter Thurmond       | Cornerback              | Oregon                 |
| 2010 | 4     | 29         | 127        | E. J. Wilson          | Defensive Tackle        | North Carolina         |
| 2010 | 5     | 2          | 133        | Kam Chancellor        | Safety                  | Virginia Tech          |
| 2010 | 6     | 16         | 185        | Anthony McCoy         | Tight End               | USC                    |
| 2010 | 7     | 29         | 236        | Dexter Davis          | Defensive Tackle        | Arizona State          |
| 2010 | 7     | 38         | 245        | Jameson Konz          | Wide Receiver           | Kent State             |
| 2011 | 1     | 25         | 25         | James Carpenter       | Offensive Tackle        | Alabama                |
| 2011 | 3     | 11         | 75         | John Moffitt          | Guard                   | Wisconsin              |
| 2011 | 4     | 2          | 99         | K. J. Wright          | Linebacker              | Mississippi State      |
| 2011 | 4     | 10         | 107        | Kris Durham           | Wide Receiver           | Georgia                |
| 2011 | 5     | 23         | 154        | Richard Sherman       | Cornerback              | Stanford               |
| 2011 | 5     | 25         | 156        | Mark LeGree           | Safety                  | Appalachian State      |
| 2011 | 6     | 8          | 173        | Byron Maxwell         | Cornerback              | Clemson                |
| 2011 | 7     | 2          | 205        | Lazarius Levingston   | Defensive Tackle        | LSU                    |
| 2011 | 7     | 39         | 242        | Malcolm Smith         | Linebacker              | USC                    |
| 2012 | 1     | 15         | 15         | Bruce Irvin           | Defensive Tackle        | West Virginia          |
| 2012 | 2     | 15         | 47         | Bobby Wagner          | Linebacker              | Utah State             |
| 2012 | 3     | 12         | 75         | Russell Wilson        | Quarterback             | Wisconsin              |
| 2012 | 4     | 11         | 106        | Robert Turbin         | Runningback             | Utah State             |
| 2012 | 4     | 19         | 114        | Jaye Howard           | Defensive Tackle        | Florida                |
| 2012 | 5     | 19         | 154        | Korey Toomer          | Linebacker              | Idaho                  |
| 2012 | 6     | 2          | 172        | Jeremy Lane           | Cornerback              | Northwestern State     |
| 2012 | 6     | 11         | 181        | Winston Guy           | Safety                  | Kentucky               |
| 2012 | 7     | 18         | 225        | J. R. Sweezy          | Defensive Tackle        | North Carolina State   |
| 2012 | 7     | 25         | 232        | Greg Scruggs          | Defensive End           | Louisville             |
| 2013 | 2     | 30         | 62         | Christine Michael     | Runningback             | Texas A&M              |
| 2013 | 3     | 25         | 87         | Jordan Hill           | Defensive Tackle        | Penn State             |
| 2013 | 4     | 26         | 123        | Chris Harper          | Wide Receiver           | Kansas State           |
| 2013 | 5     | 4          | 137        | Jesse Williams        | Defensive Tackle        | Alabama                |
| 2013 | 5     | 5          | 138        | Tharold Simon         | Cornerback              | LSU                    |
| 2013 | 5     | 25         | 158        | Luke Willson          | Tight End               | Rice                   |
| 2013 | 6     | 26         | 194        | Spencer Ware          | Runningback             | LSU                    |
| 2013 | 7     | 14         | 220        | Ryan Seymour          | Guard                   | Vanderbilt             |
| 2013 | 7     | 25         | 231        | Ty Powell             | Defensive Tackle        | Harding                |
| 2013 | 7     | 35         | 241        | Jared Smith           | Defensive Tackle        | New Hampshire          |
| 2013 | 7     | 36         | 242        | Michael Bowie         | Offensive Tackle        | Northeastern State     |
| 2014 | 2     | 13         | 45         | Paul Richardson       | Wide Receiver           | Colorado               |
| 2014 | 2     | 32         | 64         | Justin Britt          | Offensive Tackle        | Missouri               |
| 2014 | 4     | 8          | 108        | Cassius Marsh         | Defensive Tackle        | UCLA                   |
| 2014 | 4     | 23         | 123        | Kevin Norwood         | Wide Receiver           | Alabama                |
| 2014 | 4     | 32         | 132        | Kevin Pierre-Louis    | Linebacker              | Boston College         |
| 2014 | 5     | 32         | 172        | Jimmy Staten          | Defensive Tackle        | Middle Tennessee State |
| 2014 | 6     | 23         | 199        | Garrett Scott         | Offensive Tackle        | Marshall               |
| 2014 | 6     | 32         | 208        | Eric Pinkins          | Safety                  | San Diego State        |
| 2014 | 7     | 12         | 227        | Kiero Small           | Runningback             | Arkansas               |
| 2015 | 2     | 31         | 63         | Frank Clark           | Defensive Tackle        | Michigan               |
| 2015 | 3     | 5          | 69         | Tyler Lockett         | Wide Receiver           | Kansas State           |
| 2015 | 4     | 31         | 130        | Terry Poole           | Guard                   | San Diego State        |
| 2015 | 4     | 35         | 134        | Mark Glowinski        | Guard                   | West Virginia          |
| 2015 | 5     | 34         | 170        | Tye Smith             | Cornerback              | Towson                 |
| 2015 | 6     | 33         | 209        | Obum Gwacham          | Defensive End           | Oregon State           |
| 2015 | 6     | 38         | 214        | Kristjan Sokoli       | Defensive Tackle        | Buffalo                |
| 2015 | 7     | 31         | 248        | Ryan Murphy           | Defensive Back          | Oregon State           |
| 2016 | 1     | 31         | 31         | Germain Ifedi         | Tackle                  | Texas A&M              |
| 2016 | 2     | 18         | 49         | Jarran Reed           | Defensive Tackle        | Alabama                |
| 2016 | 3     | 27         | 90         | C. J. Prosise         | Runningback             | Notre Dame             |
| 2016 | 3     | 32         | 94         | Nick Vannett          | Tight End               | Ohio State             |
| 2016 | 3     | 35         | 97         | Rees Odhiambo         | Guard                   | Boise State            |
| 2016 | 5     | 8          | 147        | Quinton Jefferson     | Defensive Tackle        | Maryland               |
| 2016 | 5     | 34         | 171        | Alex Collins          | Runningback             | Arkansas               |
| 2016 | 6     | 40         | 215        | Joey Hunt             | Center                  | TCU                    |
| 2016 | 7     | 22         | 243        | Kenny Lawyer          | Wide Receiver           | California             |
| 2016 | 7     | 26         | 247        | Zac Brooks            | Runningback             | Clemson                |
| 2017 | 2     | 3          | 35         | Malik McDowell        | Defensive Tackle        | Michigan State         |
| 2017 | 2     | 26         | 59         | Ethan Pocic           | Center                  | LSU                    |
| 2017 | 3     | 26         | 90         | Shaquill Griffin      | Cornerback              | Central Florida        |
| 2017 | 3     | 31         | 95         | Delano Hill           | Safety                  | Michigan               |
| 2017 | 3     | 38         | 102        | Nazair Jones          | Defensive Tackle        | North Carolina         |
| 2017 | 3     | 42         | 106        | Amara Darboh          | Wide Receiver           | Michigan               |
| 2017 | 4     | 4          | 111        | Tedric Thompson       | Safety                  | Colorado               |
| 2017 | 6     | 3          | 187        | Michael Tyson         | Safety                  | Cincinnati             |
| 2017 | 6     | 26         | 210        | Justin Senior         | Tackle                  | Mississippi State      |
| 2017 | 7     | 8          | 226        | David Moore           | Wide Receiver           | East Central (OK)      |
| 2017 | 7     | 31         | 249        | Chris Carson          | Runningback             | Oklahoma State         |
| 2018 | 1     | 27         | 27         | Rashaad Penny         | Runningback             | San Diego State        |
| 2018 | 3     | 15         | 76         | Rasheem Green         | Defensive End           | USC                    |
| 2018 | 4     | 20         | 120        | Will Dissly           | Tight End               | Washington             |
| 2018 | 5     | 4          | 141        | Shaquem Griffin       | Linebacker              | Central Florida        |
| 2018 | 5     | 9          | 146        | Tre Flowers           | Defensive Back          | Oklahoma State         |
| 2018 | 5     | 12         | 149        | Michael Dickson       | Punter                  | Texas                  |
| 2018 | 5     | 31         | 168        | Jamarco Jones         | Offensive Tackle        | Ohio State             |
| 2018 | 6     | 12         | 186        | Jacob Martin          | Defensive End           | Temple                 |
| 2018 | 7     | 2          | 220        | Alex McGough          | Quarterback             | Florida International  |
| 2019 | 1     | 29         | 29         | L. J. Collier         | Defensive End           | TCU                    |
| 2019 | 2     | 15         | 47         | Marquise Blair        | Safety                  | Utah                   |
| 2019 | 2     | 32         | 64         | D. K. Metcalf         | Wide Receiver           | Ole Miss               |
| 2019 | 3     | 25         | 88         | Cody Barton           | Linebacker              | Utah                   |
| 2019 | 4     | 18         | 120        | Gary Jennings Jr.     | Wide Receiver           | West Virginia          |
| 2019 | 4     | 22         | 124        | Phil Haynes           | Guard                   | Wake Forest            |
| 2019 | 4     | 30         | 132        | Ugochukwu Amadi       | Safety                  | Oregon                 |
| 2019 | 5     | 4          | 142        | Ben Burr-Kirven       | Linebacker              | Washington             |
| 2019 | 6     | 32         | 204        | Travis Homer          | Runningback             | Miami (FL)             |
| 2019 | 6     | 37         | 209        | Demarcus Christmas    | Defensive Tackle        | Florida State          |
| 2019 | 7     | 22         | 236        | John Ursua            | Wide Receiver           | Hawaii                 |
| 2020 | 1     | 27         | 27         | Jordyn Brooks         | Linebacker              | Texas Tech             |
| 2020 | 2     | 16         | 48         | Darrell Taylor        | Defensive End           | Tennessee              |
| 2020 | 3     | 5          | 69         | Damien Lewis          | Guard                   | LSU                    |
| 2020 | 4     | 27         | 133        | Colby Parkinson       | Tight End               | Stanford               |
| 2020 | 4     | 28         | 144        | DeeJay Dallas         | Runningback             | Miami (FL)             |
| 2020 | 5     | 2          | 148        | Alton Robinson        | Defensive End           | Syracuse               |
| 2020 | 6     | 35         | 214        | Freddie Swain         | Wide Receiver           | Florida                |
| 2020 | 7     | 37         | 251        | Stephen Sullivan      | Wide Receiver/Tight End | LSU                    |
| 2021 | 2     | 24         | 56         | D’Wayne Eskridge      | Wide Receiver           | Western Michigan       |
| 2021 | 4     | 32         | 137        | Tre Brown             | Cornerback              | Oklahoma               |
| 2021 | 6     | 24         | 208        | Stone Forsythe        | Offensive Tackle        | Florida                |
| 2022 | 1     | 9          | 9          | Charles Cross         | Offensive Tackle        | Mississippi State      |
| 2022 | 2     | 8          | 40         | Boye Mafe             | Defensive End           | Minnesota              |
| 2022 | 2     | 9          | 41         | Kenneth Walker III    | Runningback             | Michigan State         |
| 2022 | 3     | 8          | 72         | Abraham Lucas         | Offensive Tackle        | Washington State       |
| 2022 | 4     | 4          | 109        | Coby Bryant           | Cornerback              | Cincinnati             |
| 2022 | 5     | 10         | 153        | Tariq Woolen          | Cornerback              | UTSA                   |
| 2022 | 5     | 15         | 158        | Tyreke Smith          | Defensive End           | Ohio State             |
| 2022 | 7     | 8          | 229        | Bo Melton             | Wide Receiver           | Rutgers                |
| 2022 | 7     | 12         | 233        | Dareke Young          | Wide Receiver           | Lenoir–Rhyne           |
| 2023 | 1     | 5          | 5          | Devon Witherspoon     | Cornerback              | Illinois               |
| 2023 | 1     | 20         | 20         | Jaxon Smith-Njigba    | Wide Receiver           | Ohio State             |
| 2023 | 2     | 6          | 37         | Derick Hall           | Defensive End           | Auburn                 |
| 2023 | 2     | 21         | 52         | Zach Charbonnet       | Runningback             | UCLA                   |
| 2023 | 4     | 6          | 108        | Anthony Bradford      | Guard                   | LSU                    |
| 2023 | 4     | 21         | 123        | Cameron Young         | Defensive Tackle        | Mississippi State      |
| 2023 | 5     | 16         | 151        | Mike Morris           | Defensive End           | Michigan               |
| 2023 | 5     | 19         | 154        | Olu Oluwatimi         | Center                  | Michigan               |
| 2023 | 6     | 21         | 198        | Jerrick Reed II       | Safety                  | New Mexico             |
| 2023 | 7     | 20         | 237        | Kenny McIntosh        | Runningback             | Georgia                |
| 2024 | 1     | 16         | 16         | Byron Murphy II       | Defensive Tackle        | Texas                  |
| 2024 | 3     | 17         | 81         | Christian Haynes      | Guard                   | UConn                  |
| 2024 | 4     | 18         | 118        | Tyrice Knight         | Linebacker              | UTEP                   |
| 2024 | 4     | 21         | 121        | A. J. Barner          | Tight End               | Michigan               |
| 2024 | 5     | 1          | 136        | Nehemiah Pritchett    | Cornerback              | Auburn                 |
| 2024 | 6     | 3          | 179        | Sataoa Laumea         | Guard                   | Utah                   |
| 2024 | 6     | 16         | 192        | D. J. James           | Cornerback              | Auburn                 |
| 2024 | 6     | 31         | 207        | Michael Jerrell       | Offensive Tackle        | Findlay                |
| 2025 | 1     | 18         | 18         | Grey Zabel            | Guard                   | North Dakota State     |
| 2025 | 2     | 3          | 35         | Nick Emmanwori        | Safety                  | South Carolina         |
| 2025 | 2     | 18         | 50         | Elijah Arroyo         | Tight End               | Miami (FL)             |
| 2025 | 3     | 28         | 92         | Jalen Milroe          | Quarterback             | Alabama                |
| 2025 | 5     | 4          | 142        | Rylie Mills           | Defensive Tackle        | Notre Dame             |
| 2025 | 5     | 28         | 166        | Tory Horton           | Wide Receiver           | Colorado State         |
| 2025 | 5     | 37         | 175        | Robbie Ouzts          | Tight End               | Alabama                |
| 2025 | 6     | 16         | 192        | Bryce Cabeldue        | Guard                   | Kansas                 |
| 2025 | 7     | 7          | 223        | Damien Martinez       | Runningback             | Miami (FL)             |
| 2025 | 7     | 18         | 234        | Mason Richman         | Offensive Tackle        | Iowa                   |
| 2025 | 7     | 22         | 238        | Ricky White III       | Wide Receiver           | UNLV                   |

### Supplemental Draft
Die Seahawks drafteten im Supplemental Draft bisher 5 Spieler.
| Jahr | Runde | Pick | Name           | Position    | College           |
| ---- | ----- | ---- | -------------- | ----------- | ----------------- |
| 1977 | 1     | 1    | Al Hunter      | Runningback | Notre Dame        |
| 1984 | 1     | 22   | Gordon Hudson  | Tight End   | BYU               |
| 1984 | 2     | 49   | Alvin Powell   | Guard       | Winston-Salem St. |
| 1984 | 3     | 76   | Frank Seuer    | Quarterback | Kansas            |
| 1987 | 1     | 1    | Brian Bosworth | Linebacker  | Oklahoma          |

## Funktionäre

### Besitzer
Die Seattle Seahawks hatten in ihrer Geschichte bisher drei Besitzerwechsel. Nachdem Paul Allen im Jahr 2018 gestorben war, gingen die Besitzrechte an den Paul G. Allen Trust, dessen Vorsitzende Allens Schwester, Jody Allen ist.
| Besitzer            | Amtszeit  |
| ------------------- | --------- |
| Nordstrom-Familie   | 1976–1987 |
| Ken Behringer       | 1988–1996 |
| Paul Allen          | 1997–2018 |
| Paul G. Allen Trust | seit 2018 |

### General Manager
Die Seahawks hatten in der Franchisegeschichte zehn verschiedene General Manager. Derzeitiger General Manager ist John Schneider.
| General Manager | Amtszeit  | Auszeichnungen                   |
| --------------- | --------- | -------------------------------- |
| John Thompson   | 1976–1982 | NFL Executive of the Year (1978) |
| Mike McCormack  | 1983–1988 |                                  |
| Tom Flores      | 1989–1994 |                                  |
| Randy Mueller   | 1995–1998 |                                  |
| Bob Whitsitt    | 1997–1998 |                                  |
| Mike Holmgren   | 1999–2002 |                                  |
| Bob Ferguson    | 2003–2004 |                                  |
| Tim Ruskell     | 2005–2009 |                                  |
| Ruston Webster  | 2009–2010 |                                  |
| John Schneider  | seit 2010 |                                  |

### Präsidenten
In der Geschichte der Seattle Seahawks hatte das Franchise sieben Präsidenten.
| Präsident        | Amtszeit  |
| ---------------- | --------- |
| Mike McCormack   | 1983–1988 |
| Tom Flores       | 1989–1993 |
| David Behring    | 1993–1996 |
| Bob Whitsitt     | 1996–2004 |
| Tim Ruskell      | 2005–2009 |
| Peter McLoughlin | 2010–2018 |
| Chuck Arnold     | seit 2018 |

## Individuelle Auszeichnungen

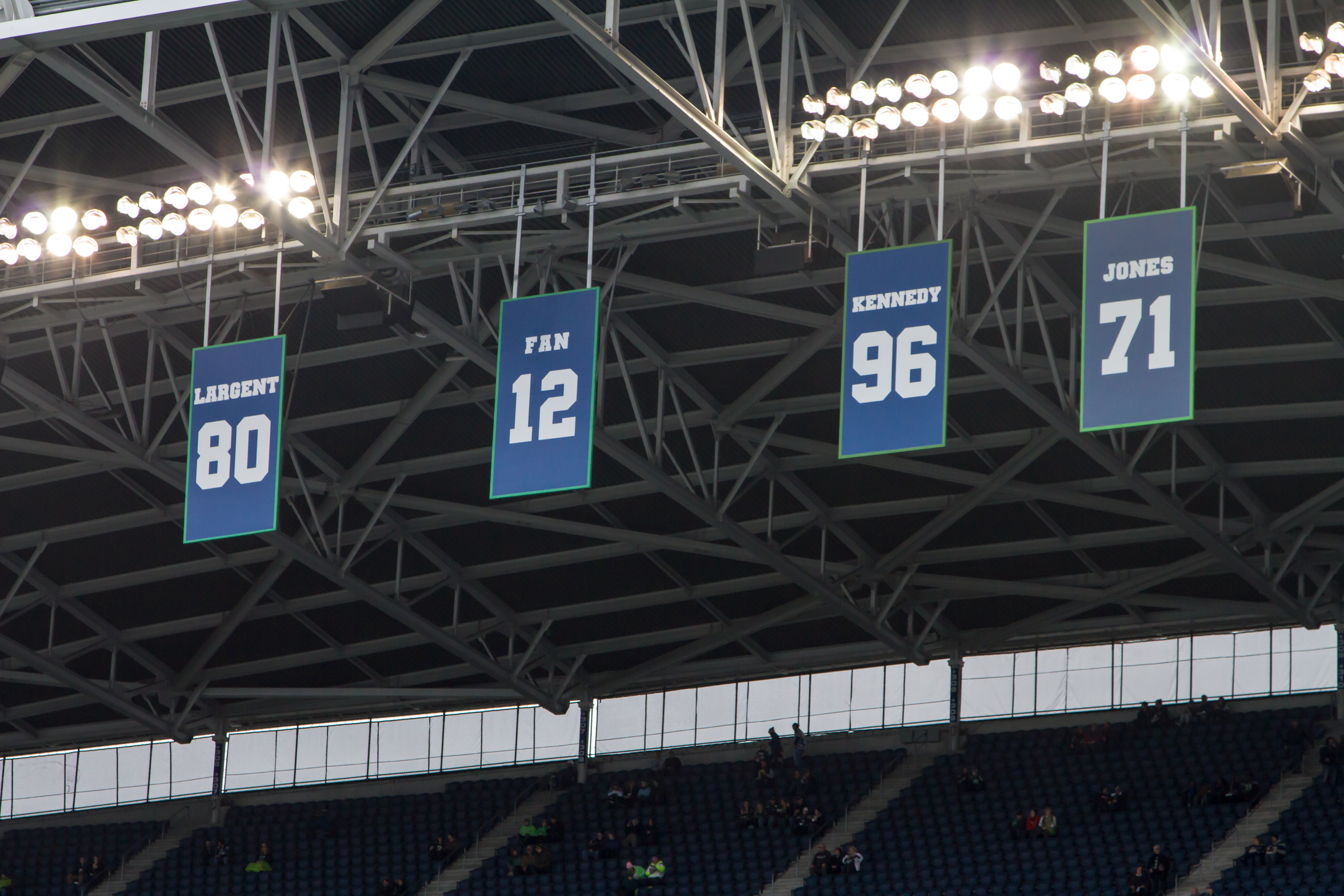
Seahawks’ retired numbers: #80 Steve Largent, #12 „The Fans“, #96 Cortez Kennedy und #71 Walter Jones

Dreizehn Spieler wurden bisher für ihre Leistungen bei den Seahawks in einem Spiel, einer Saison oder in ihrer Karriere ausgezeichnet, darunter vier Sperrungen von Rückennummern.
Das Team vergibt zudem seit 1989 jedes Jahr an einen eigenen Spieler den so genannten Steve Largent Award als Auszeichnung für couragiertes, engagiertes und (Team-)inspirierendes Spiel.
| Jahr | Spieler           | Auszeichnung                         |
| ---- | ----------------- | ------------------------------------ |
| 1976 | Jim Zorn          | NFC Offensive Rookie of the Year     |
| 1976 | Steve Niehaus     | NFC Defensive Rookie of the Year     |
| 1981 | Kenny Easley      | AFC Rookie of the Year               |
| 1983 | Curt Warner       | AFC Rookie of the Year               |
| 1983 | Curt Warner       | AFC Offensive Player of the Year     |
| 1984 | Kenny Easley      | Defensive Player of the Year         |
| 1984 | Fredd Young       | AFC Special Teams Player of the Year |
| 1986 | Curt Warner       | AFC Offensive Player of the Year     |
| 1986 | Bobby Joe Edmonds | AFC Special Teams Player of the Year |
| 1988 | Steve Largent     | NFL Man of the Year                  |
| 1988 | Steve Largent     | Bart Starr Award                     |
| 1992 | Cortez Kennedy    | Defensive Player of the Year         |
| 1993 | Rick Mirer        | AFC Rookie of the Year               |
| 1995 | Steve Largent     | Trikotnummer #80 gesperrt            |
| 2002 | Trent Dilfer      | Bart Starr Award                     |
| 2005 | Shaun Alexander   | League MVP                           |
| 2005 | Shaun Alexander   | Offensive Player of the Year         |
| 2005 | Shaun Alexander   | Bert Bell Award                      |
| 2010 | Walter Jones      | Trikotnummer #71 gesperrt            |
| 2012 | Cortez Kennedy    | Trikotnummer #96 gesperrt            |
| 2012 | Russell Wilson    | Rookie of the Year                   |
| 2014 | Malcolm Smith     | Super Bowl MVP                       |
| 2017 | Kenny Easley      | Trikotnummer #45 gesperrt            |

## Seattle Seahawks 35th Anniversary Team
Zum 35-jährigen Bestehen der Seattle Seahawks wurde 2010 eine Abstimmung unter den Fans gestartet, um eine All-Star-Mannschaft zu bestimmen. Es gingen über 103.000 Stimmen ein.
| Seattle Seahawks 35th Anniversary Team | Seattle Seahawks 35th Anniversary Team | Seattle Seahawks 35th Anniversary Team |
| Team                                   | Position                               | Spieler |
| -------------------------------------- | -------------------------------------- | --- |
| Offense                                | Quarterback                            | Matt Hasselbeck (QB) (2001–2010) |
| Offense                                | Runningback                            | Shaun Alexander (RB) (2000–2007) • Mack Strong (FB) (1993–2007)                                                                                                |
| Offense                                | Wide Receiver                          | Steve Largent (WR) (1976–1989) • Brian Blades (WR) (1988–1998) • Bobby Engram (WR) (2001–2008)                                                                 |
| Offense                                | Tight End                              | John Carlson (TE) (2008–2011) |
| Offense                                | Offensive Line                         | Walter Jones (T) (1997–2010) Howard Ballard (T) (1994–1998) • Steve Hutchinson (G) (2001–2005) • Bryan Millard (G) (1984–1991) • Robbie Tobeck (C) (2000–2006) |
| Defense                                | Defensive Line                         | Jacob Green (DE) (1980–1992) • Michael Sinclair (DE) (1991–2001) • Cortez Kennedy (DT) (1990–2000) • Joe Nash (DT) (1982–1996)                                 |
| Defense                                | Linebacker                             | Chad Brown (OLB) (1997–2004) • Rufus Porter (OLB) (1988–1994) • Fredd Young (ILB) (1984–1987) • Lofa Tatupu (MLB) (2005–2010)                                  |
| Defense                                | Cornerback                             | Marcus Trufant (CB) (2003–2012) • Dave Brown (CB) (1976–1986) • Shawn Springs (NB) (1997–2003)                                                                 |
| Defense                                | Safety                                 | Kenny Easley (SS) (1981–1987) • Eugene Robinson (FS) (1985–1995)                                                                                               |
| Special Teams                          | Kicker                                 | Norm Johnson (K) (1982–1990) • Rick Tuten (P) (1991–1997) |
| Special Teams                          | Returner                               | Steve Broussard (KOR) (1995–1998) • Nate Burleson (PR) (2006–2009)                                                                                             |
| Special Teams                          | Coverage                               | Rufus Porter (1988–1994) |

| Abkürzungen der Spieler-Positionen im American Football | Abkürzungen der Spieler-Positionen im American Football |
| ------------------------------------------------------- | --- |
| Offense                                                 | QB – Quarterback \| RB – Runningback \| FB – Fullback \| TE – Tight End \| E/WR – Wide Receiver \| T – Tackle \| G – Guard \| C – Center |
| Defense                                                 | DT – Defensive Tackle \| DE – Defensive End \| NT – Nose Tackle \| LB – Linebacker \| ILB – Inside Linebacker \| MLB – Middle Linebacker \| OLB – Outside Linebacker \| CB – Cornerback \| NB – Nickelback \| FS – Free Safety \| SS – Strong Safety |
| Special Teams                                           | K – Kicker \| P – Punter \| KS – Kicking Specialist \| KOS – Kickoff Specialist \| LS – Long Snapper \| RS – Return Specialist \| KOR/KR – Kick Returner \| PR – Punt Returner \| PP – Punt Protector                                                |